# HD 192276
HD 192276，又名BD+47 3045，SAO 49314、HR 7721，是一颗恒星，视星等为6.92，位于銀經83.37，銀緯7.54，其B1900.0坐标为赤經20h 8m 59.4s，赤緯+47° 7.54′ 12″。